# Troglonethes
Troglonethes es un género de crustáceo isópodo terrestre de la familia Trichoniscidae. Son endémicos de la península ibérica.

## Especies
Se reconocen las siguientes:
- Troglonethes arrabidaensis Reboleira & Taiti, 2015
- Troglonethes aurouxi Cruz, 1991
- Troglonethes olissipoensis Reboleira & Taiti, 2015